# Mimudea borboraula
Mimudea borboraula là một loài bướm đêm trong họ Crambidae.